# Max Brand (compositore)
Max Brand (Leopoli, 25 aprile 1896 – Klosterneuburg, 5 aprile 1980) è stato un compositore austriaco.
Nato nell'attuale Ucraina, ma austriaco per studi e sensibilità, fu allievo di Franz Schreker (1878-1934).
Musicista sempre attento alle avanguardie artistiche, compose nel 1929 la sua opera oggi più conosciuta "Maschinist Hopkins", un'opera lirica che ebbe discreto successo e gode di una registrazione per l'etichetta (ORF) della radio nazionale austriaca.
Max Brand è compositore ebreo, produttore della 'Entartete Musik' "musica degenerata", così definita nel periodo di dominazione nazista dell'Europa.
La sua attività artistica è spaziata dalla composizione musicale alla scrittura per il teatro alla creazione di veri e propri progetti multidisciplinari come il noto "Mimoplastische Theater für Ballett", una suggestiva proposta di nuovi paradigmi espressivi per il balletto, realizzata a Vienna.
Costretto ad emigrare nel 1938 per l'Anschluss, si ferma per periodi brevi a Losanna, Parigi e Rio de Janeiro prima di stabilirsi a New York, dove resterà fino al suo ritorno a Vienna nel 1950.
Presto legato alle più originali esperienze della musica elettronica (lavorerà anche a stretto contatto con Robert Moog, l'inventore del primo strumento elettronico), caratterizzerà le sue ultime attività teatrali e musicali attraverso un uso costante delle nuove tecnologie. Il linguaggio musicale di Brand attraversa la sensibilità impressionista, l'espressività tipica della Sprechgesang, le tecniche dodecafoniche e la scrittura atonale, per poi concentrarsi principalmente sull'evoluzione della musica elettronica in relazione ai linguaggi contemporanei, inserendo nelle proprie composizioni sonorità tipiche della quotidianità elaborate attraverso sistemi dagli intervalli non convenzionali e ritmiche assolutamente nuove.